# Grzęda (Bisztynek)
Grzęda (deutsch Sturmhübel) ist ein Ort in der polnischen Woiwodschaft Ermland-Masuren. Er gehört zur Gmina Bisztynek (Stadt- und Landgemeinde Bischofstein) im Powiat Bartoszyce (Kreis Bartenstein).

## Geographische Lage
Grzęda liegt in der nördlichen Mitte der Woiwodschaft Ermland-Masuren, zwölf Kilometer nordwestlich der früheren Kreisstadt Rößel (polnisch Reszel) bzw. 19 Kilometer südöstlich der heutigen Kreismetropole Bartoszyce (deutsch Bartenstein).

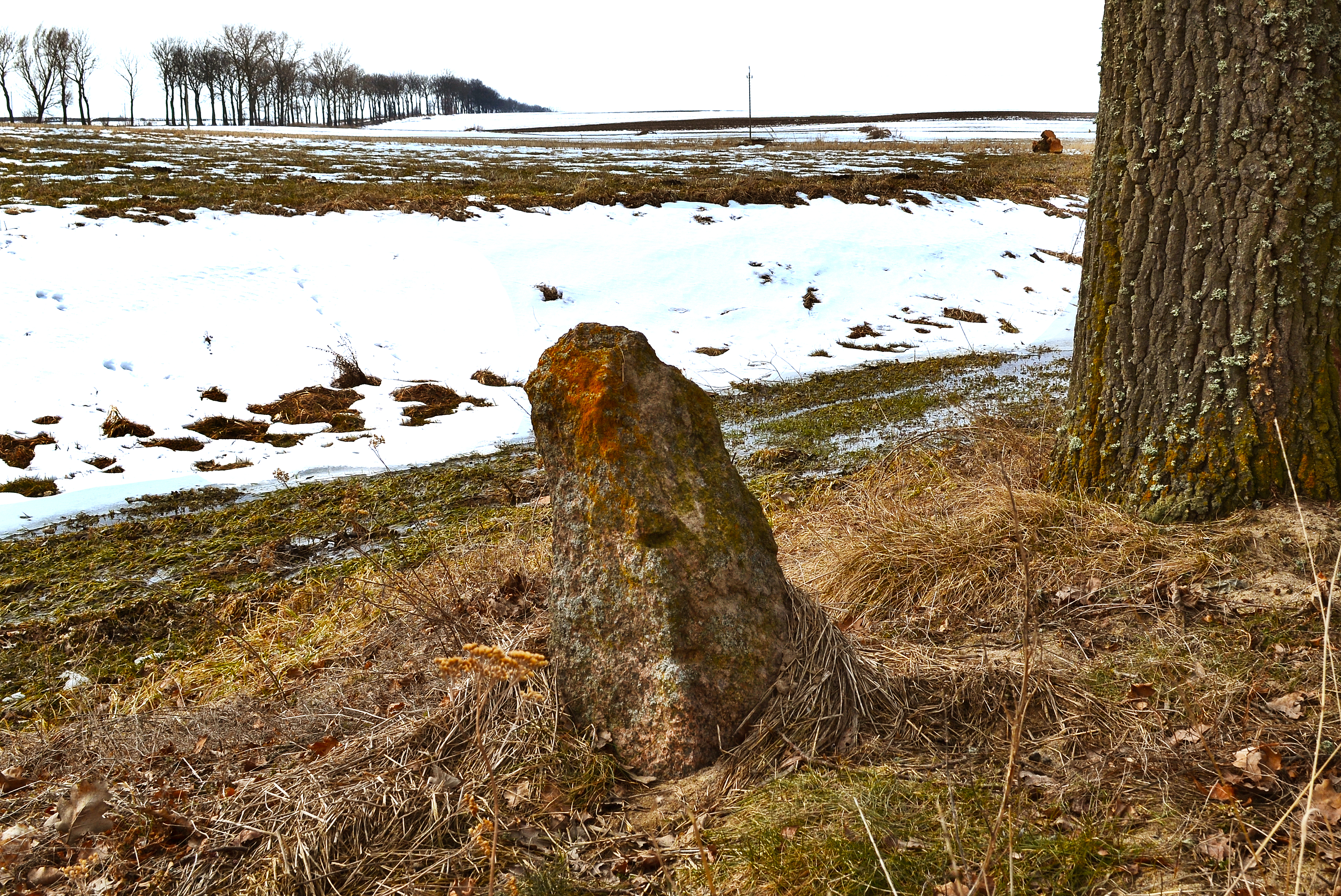
Winterlandschaft bei Grzęda

## Geschichte

### Ortsgeschichte
Das alte und seinerzeit als Boumgarten erwähnte Kirchdorf wurde 1339 gegründet und vor 1785 Stormhobil genannt. Am 10. Juni des  Gründungsjahres wurde dem Dorf nach Kulmer Recht Land verliehen, und am 6. Januar 1344 mit der Verleihung der Handfeste durch Bischof Hermann vom Ermland die Bestätigung. Im Jahre 1400 kaufen die Bauern und Einwohner des Dorfes von Bischof Heinrich III. Waldländereien. 1785 wurde Sturmhübel als königliches Dorf mit Kirche und 58 Feuerstellen erwähnt.
Im Jahre 1820 zählte Sturmhübel bei 38 Feuerstellen 355 Einwohner. Am 6. Juli 1874 wurde der Ort Amtsdorf und damit namensgebend für einen Amtsbezirk im Kreis Rößel im Regierungsbezirk Königsberg (ab 1905: Regierungsbezirk Allenstein) in der preußischen Provinz Ostpreußen. Er bestand bis 1945.
Die Einwohnerzahl Sturmhübels mit der Ortschaft Grünhof (polnisch Zieleńce) belief sich im Jahre 1910 auf 557. Am 30. September 1928 vergrößerte sich das Dorf um das Gut Johannisruhe (polnisch Janowiec), das eingemeindet wurde. Die Einwohnerzahl belief sich 1933 auf 504 und 1939 auf 509.
1945 wurde das gesamte südliche Ostpreußen in Kriegsfolge an Polen abgetreten. In diesem Zusammenhang erhielt Sturmhübel die polnische Namensform „Grzęda“. Von 1946 bis 1954 bildete es eine eigene Landgemeinde in der Woiwodschaft Olsztyn (Allenstein), die am 29. September 1954 im Rahmen einer Gemeindereform aufgelöst wurde. Heute ist Grzęda eine Ortschaft im Verbund der Stadt- und Landgemeinde Bisztynek (Bischofstein) im Powiat Bartoszycki (Kreis Bartenstein), bis 1998 der Woiwodschaft Olsztyn, seither der Woiwodschaft Ermland-Masuren zugehörig. Im Jahre 2021 waren in Grzęda 104 Einwohner registriert.

### Amtsbezirk Sturmhübel (1874–1945)
Bei der Bildung des Amtsbezirks Sturmhübel wurden sechs Orte eingegliedert. Am Ende waren es aufgrund struktureller Veränderungen noch vier:
| Deutscher Name | Polnischer Name | Anmerkungen                            |
| -------------- | --------------- | -------------------------------------- |
| Grünhof        | Zieleńce        | vor 1900 nach Sturmhübel eingegliedert |
| Johannisruhe   | Janowiec        | 1928 nach Sturmhübel eingemeindet      |
| Linglack       | Łędławki        |                                        |
| Plausen        | Paluzy          |                                        |
| Plößen         | Pleśno          |                                        |
| Sturmhübel     | Grzęda          |                                        |

## Kirche

### Römisch-katholisch

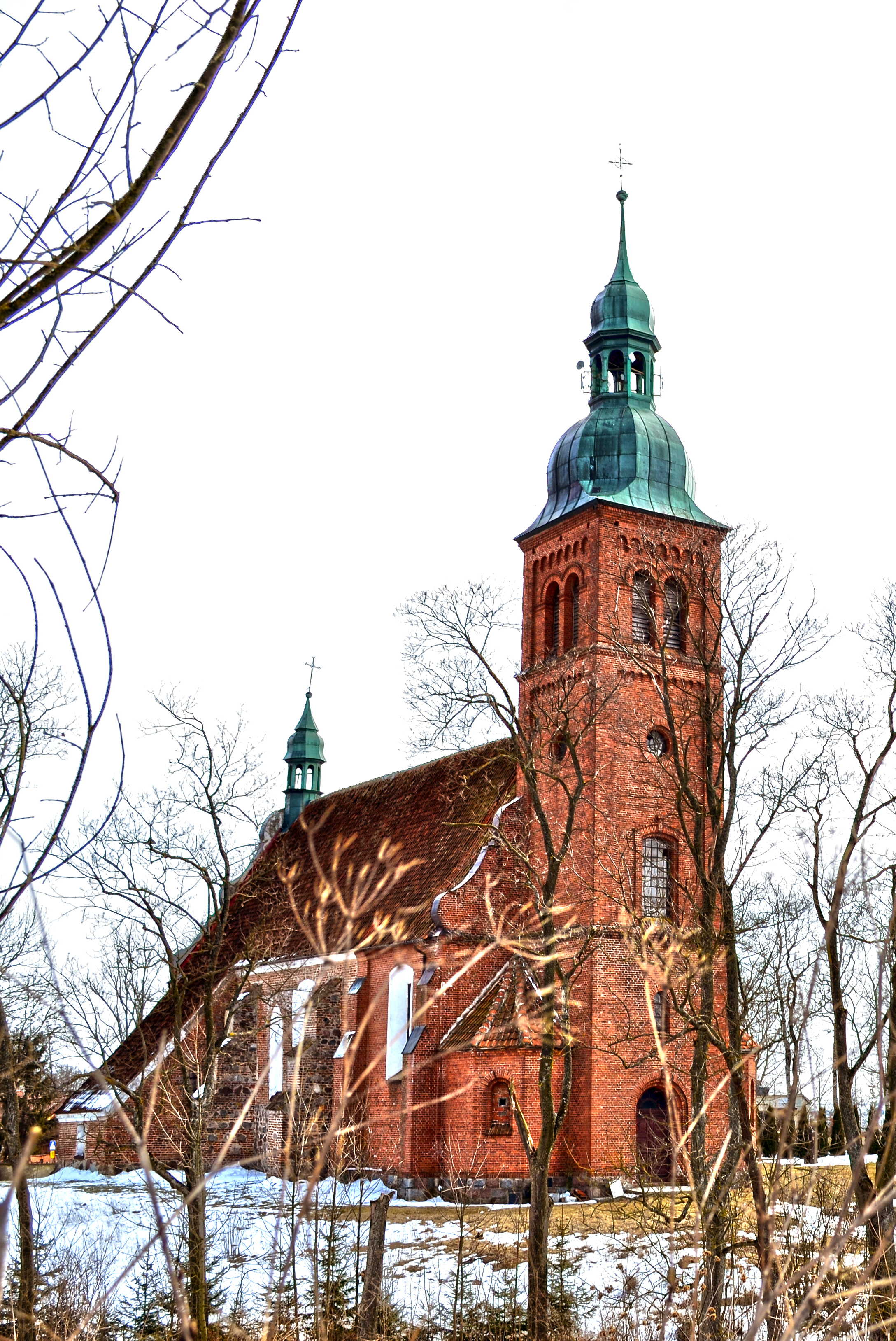
St.-Nikolaus-Kirche in Grzėda

Bereits im 14. Jahrhundert war Sturmhübel ein Kirchdorf. Die dem Hl. Nikolaus geweihte Pfarrkirche stammt in ihren Grundmauern noch aus dieser Zeit. Heute gehört die Pfarrei Grzęda zum Dekanat Reszel (Rößel) im Erzbistum Ermland.

### Evangelisch
Bis 1945 war Sturmhübel in die evangelische Kirche Bischofstein in der Kirchenprovinz Ostpreußen der Kirche der Altpreußischen Union eingepfarrt. Die heute hier lebenden Kirchenglieder gehören zur Kirche in Bartoszyce (Bartenstein), einer Filialkirche der Pfarrei Kętrzyn (Rastenburg) in der Diözese Masuren der Evangelisch-Augsburgischen Kirche in Polen.

## Verkehr

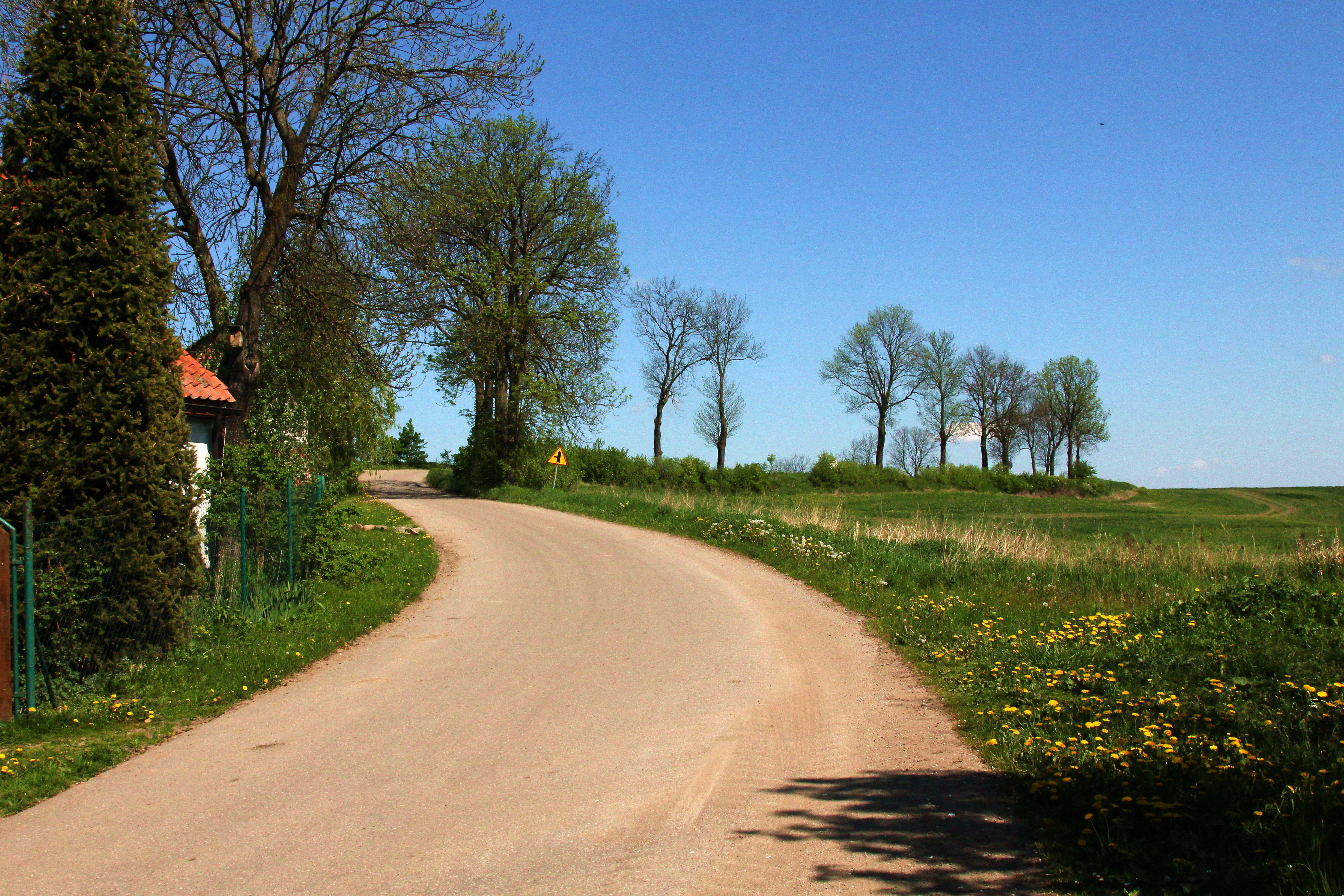
Straße von Wojkowo nach Grzęda

Grzęda liegt an der Einmündung einer von Bisztynek (Bischofstein) kommenden Straße in die von Reszel (Rößel) über Pleśno (Plößen) und Łabławki (Lablack) nach Kowalewo Duże (Vorwerk Wotterkeim) verlaufende Nebenstraße. Eine von Sątopy-Samulewo (Bischdorf) über Wojkowo (Heinrichsdorf) verlaufende Nebenstraße endet in Grzęda.
Eine Bahnanbindung besteht nicht.